# Salome Hegglin
Salome Hegglin (* 1999) ist eine ehemalige Schweizer Unihockeyspielerin, welche beim Nationalliga-A-Verein UH Red Lions Frauenfeld unter Vertrag stand.

## Karriere
Nachdem Hegglin die Nachwuchsabteilung von Unihockey Red Lions Frauenfeld durchlaufen hatte, debütierte sie 2018 in der ersten Mannschaft beendete ihre Saison jedoch nach Ablauf der Saison ihre Karriere.